# Heilige Geestkapel (Maastricht)
De Heilige Geestkapel was een katholieke kapel in de Nederlandse stad Maastricht. De kapel was tussen Spilstraat en Nieuwstraat gelegen  aan de noordzijde van de Grote Staat, destijds Sint Jorisstraat geheten, genoemd naar de nabije Sint-Joriskapel. Aan de kapel herinnert alleen nog de Heilige Geeststraat, nu een doodlopende steeg die begint in de zuidelijke gevelwand van de Markt.

## Geschiedenis
Wanneer de kapel werd gebouwd is vooralsnog niet bekend. In 1316 was in (toen) het Heilige Geeststraatje een  Armentafel van de Heilige Geest gevestigd, een initiatief van het kapittel van Sint-Servaas tot leniging van de nood onder de armen van haar parochie van Sint-Jan. Vanaf 1378 nam het stadsbestuur de oorspronkelijke armentafel van Sint-Servaas over en breidde haar activiteiten uit over de hele stad, dus ook over de parochies van Sint-Nicolaas, Sint-Matthijs en Sint-Martinus (Wyck). Vanaf dat moment kreeg deze gemeentelijke armentafel de naam Grote Heilige Geest. Een College van Heilige Geestmeesters beheerde de goederen en fondsen; de dagelijkse uitvoering lag bij twee Heilige Geestmeesters (een van elke nativiteit), die tot 1580 werden benoemd door de ambachten (gilden), daarna door de magistraat.

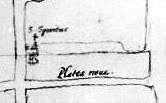
De kapel (S. Spiritus) op een plattegrond van Simon de Bellomonte, ca. 1587. Links de Grote Staat; onder de Nieuwstraat (Platea nova)

In 1471 werd de Heilige Geestkapel opengesteld voor de gelovigen. Priesters van diverse kloosters verzorgden er diensten; aanvankelijk kruisheren en jezuïeten, later dominicanen en bogaarden. Vanaf dat moment had zij tevens als kerspelkapel kunnen dienen, ware het niet dat de nabij gelegen Sint-Joriskapel tot circa 1610 die functie vervulde. De kapel viel ten laatste in 1614 - maar waarschijnlijk veel eerder -  onder de geestelijke jurisdictie van het kapittel van Sint-Servaas. In de achttiende eeuw werd zij vanaf 1731 door de katholieken gedeeld met protestanten, in een simultaneum met calvinistische Schotse garnizoenstroepen. In 1774 werd de kapel gerestaureerd. Na opheffing van de religieuze functies in de Franse Tijd was het gebouw enige tijd in gebruik als cichoreifabriek.
Behalve de kapel bevonden zich een negental stedelijke armenhuisjes in de Heilige Geeststraat, die in de loop van de negentiende eeuw werden afgebroken. Van 1848 tot 1919 was er in het winterseizoen in de steeg een soepkokerij gevestigd, een soort gaarkeuken ten behoeve van de Maastrichtse armen, gedreven door de Sociëteit Momus. Zij stond bekend als de kleine armentafel. Na 1890 liep de belangstelling terug, enerzijds omdat de Momus concurrentie kreeg van de plaatselijke Sint-Vincentiusvereniging, anderzijds omdat deze vorm van liefdadigheid steeds meer als vernederend werd gezien.
In 1803 werd de kapel deels gesloopt en verbouwd tot een groot woonhuis met een grote inrijpoort aan de Grote Staat. Tot 1870 handhaafde een naast en onder het pand gelegen openbare, overdekte gang de verbinding tussen beide straten. Nog in 1919 waren onderdelen van de kapel zichtbaar, onder andere een spitsboogvenster aan de achterzijde van Grote Staat 26-28. Omstreeks 1922 verdwenen deze restanten definitief toen dit pand werd afgebroken. Ook de Momus' Soepkokerij werd rond die tijd gesloopt. In 1930 verrees aan de Grote Staat een groot winkelpand in expressionistische stijl voor de firma Wolff & Hertzdahl. Anno 2020 is dit pand een gemeentelijk monument. Op de begane grond is parfumerie Douglas gevestigd.

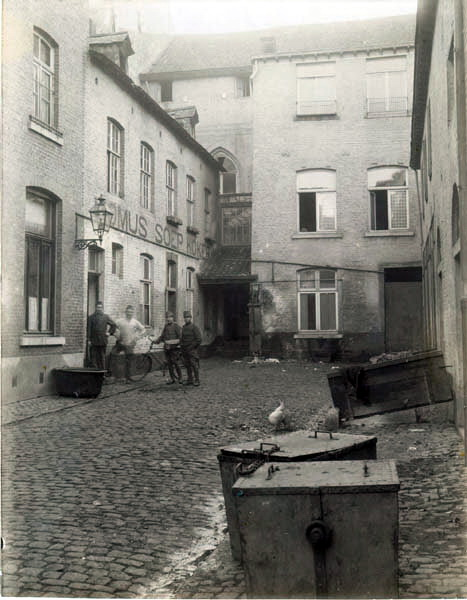
Momus Soepkokerij, ca. 1910-1915
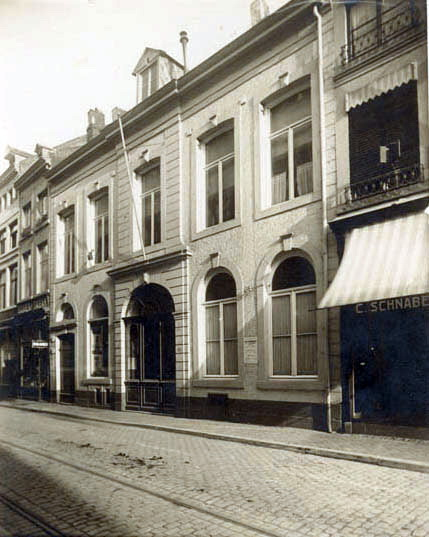
Grote Staat 26-28 in 1918
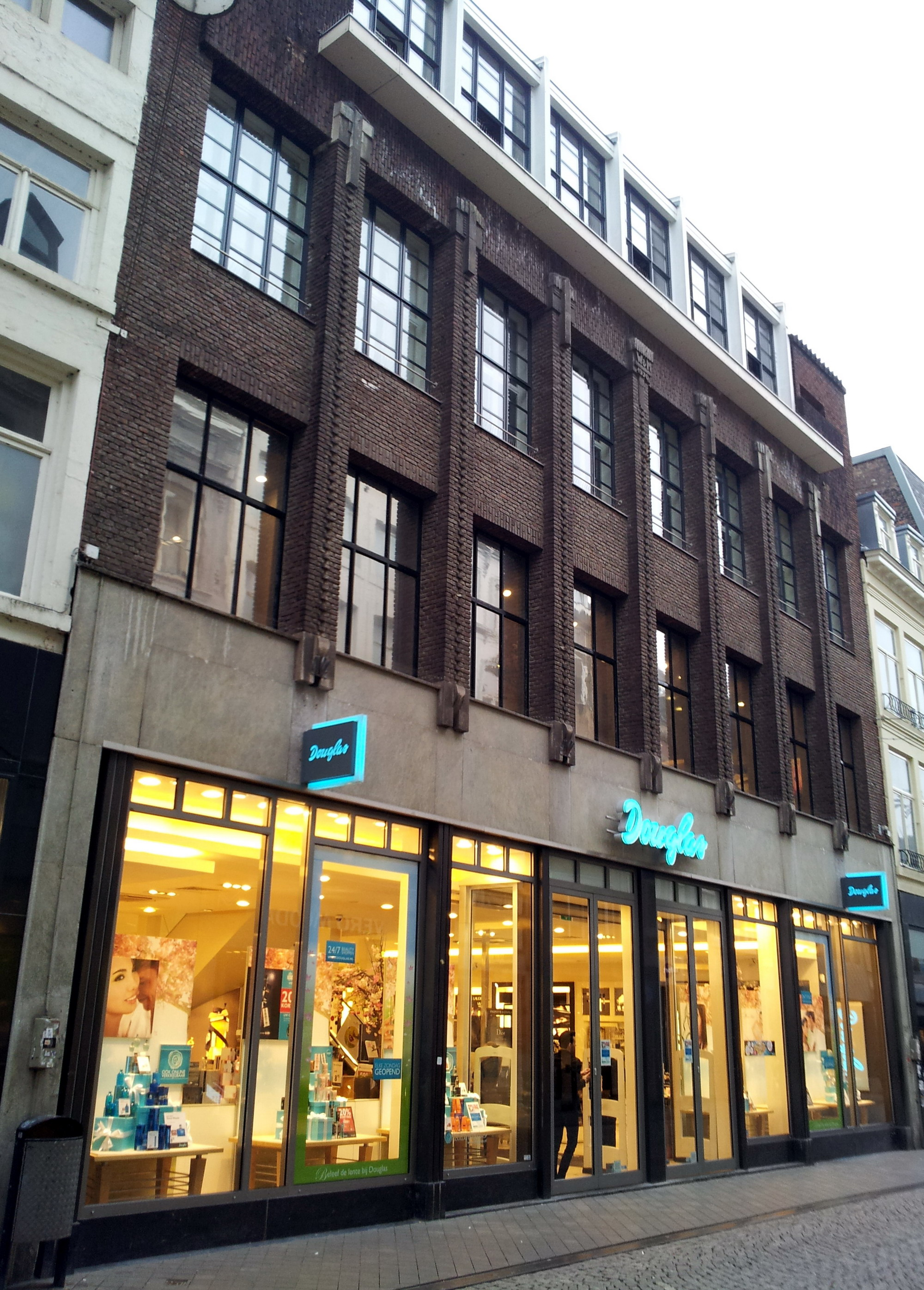
Grote Staat 26-28 in 2013